# Georges Wybo
Eugène Adolphe Henri Georges Wybo, noto anche come Georges Wybo, (Parigi, 11 ottobre 1880 – Parigi, 1943) è stato un architetto francese noto per aver realizzato il casinò e l'Hôtel Royal a Deauville e per i grandi magazzini che ha costruito per la catena Printemps.

## Biografia
Georges Wybo è nato a Parigi nel 1880, figlio di un gioielliere. Fu ammesso all'École des Beaux-Arts nel 1899, dove studiò sotto Victor Laloux. Ha vinto il premio Chaudesaigues nel 1901, ma non sembra essersi laureato. Espone regolarmente ai saloni annuali della Société Nationale des Beaux-Arts dal 1900 al 1910. Durante questo periodo realizza set teatrali, progetta il monumento costruito a Ris-Orangis e disegnò la tomba del fumettista Caran d'Ache a Clairefontaine-en-Yvelines.
La prima grande commissione di Wybo fu per il casinò di Deauville (1911-12), che traeva ispirazione dal Grand Trianon. Nel 1913 Wybo e Théo Petit progettarono l'Hôtel Royal a Deauville. Nel 1912 sostituì René Binet come capo architetto del grande magazzino di Printemps. Progettò quaranta negozi per Printemps tra cui la ricostruzione dell'edificio sul Boulevard Haussmann nel IX distretto di Parigi distrutto dopo un incendio nel 1921.
Tra il 1917 e il 1922 Wybo costruì gli edifici dei Grands-Moulins. Il più grande è sulla riva della Senna. Furono poi ristrutturati da Rudy Ricciotti, e il più grande è ora interamente occupato da una biblioteca. Nel 1919 la Commissione per la ricostruzione post bellica gli affidò la responsabilità della pianificazione urbana in diverse città delle Ardenne. Negli anni 20 Wybo lavorava per il produttore di automobili André Citroën per il quale sviluppò vari showroom e garage.

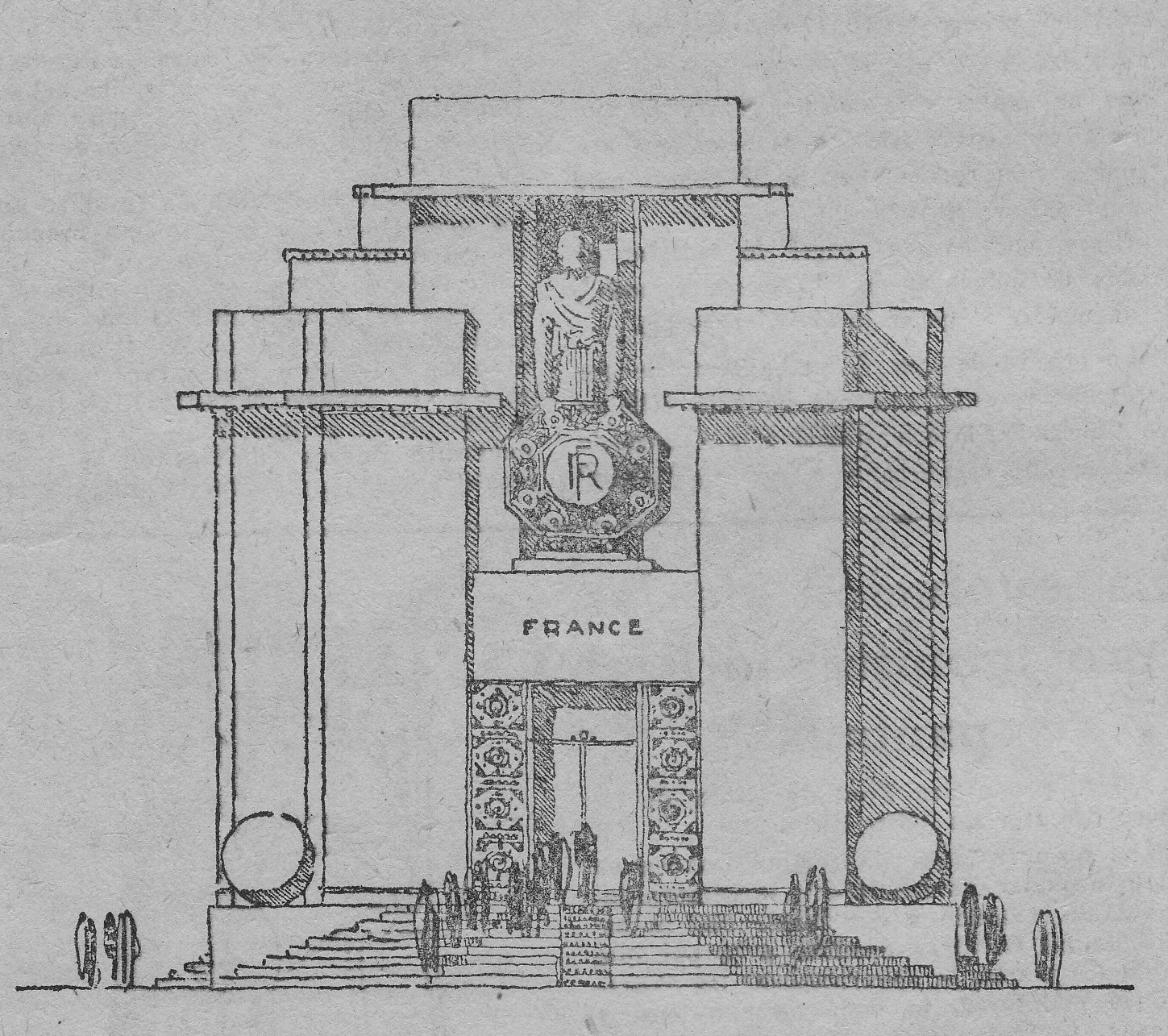
Padiglione francese all'Esposizione Internazionale di Barcellona del 1929 disegnato da Wybo

Per l'Exposition Internationale des Arts Décoratifs a Parigi nel 1925, il padiglione Primavera fu progettato dagli architetti Henri Sauvage e Georges Wybo. Aveva una struttura che supportava una cupola di cemento armato di 20 metri di diametro. La cupola era costellata di grandi lenti in vetro colorato realizzate da René Lalique.
Wybo progettò l'Hotel George V vicino all'Arco di Trionfo per l'albergatore americano Joel Hillman nel 1928. L'hotel ha un enorme atrio in marmo, una grande anticamera e un enorme corridoio interno. Nel 1929 Wybo progettò l'Hôtel du Golf a Deauville. Progettò il padiglione francese all'Esposizione Internazionale di Barcellona del 1929, situata nella Plaza de los Reyes nell'angolo formato da due navate del Palazzo di Alfonso XIII. La struttura era moderna, sobria ed elegante. L'edificio era in stile classico con elementi Art Deco. Era un edificio composto da un unico volume a forma di cubo, con il tetto formato da sezioni rettangolari sovrapposte, con una scultura posta anteriormente a forma di donna con le iniziali RF (République Française).
Dal 1931 Wybo fu architetto per i negozi Prisunic, una sussidiaria di Printemps. Ha costruito più di dodici negozi per questa catena in diverse parti della Francia. Georges Wybo morì a Parigi nel 1943.